# Fulguration
Fulguration (lateinisch fulgur „Blitz“) ist die von Konrad Lorenz verwendete Bezeichnung für das plötzliche Entstehen neuer Eigenschaften in einem komplexen System, die nicht aus den Eigenschaften der einzelnen Elemente des Systems vorhergesagt werden können. Der Begriff Fulguration entspricht demzufolge dem Wort des Aristoteles „Das Ganze ist mehr als die Summe seiner Teile“ und somit der heute verbreiteteren Bezeichnung Emergenz. Konrad Lorenz hat mit seinem naturwissenschaftlich-systemtheoretischen Terminus „Fulguration“ auf eine philosophische Begriffsbildung von Gottfried Wilhelm Leibniz zurückgegriffen, die in Form der Blitz-Metaphorik in der Philosophie selbst bis auf die Vorsokratiker zurückgreift.

## Fulguration in der Naturwissenschaft und Systemtheorie
Konrad Lorenz hatte den Begriff Emergenz allerdings kritisiert, da seine deutsche Bedeutung („Auftauchen“) suggeriere, etwas bereits Existentes, lediglich bislang Verborgenes, komme zum Vorschein. Um diesen Unterschied deutlich zu machen, hatte Lorenz stattdessen den Begriff Fulguration vorgeschlagen.

## Fulguration und Blitzmetaphorik in der Philosophie
Leibniz hatte den Begriff der Fulguration im Sinne einer creatio continua in seiner Monadologie in die Philosophie eingeführt: „Demnach ist Gott allein die ursprüngliche Einheit oder die ursprünglich einfache Substanz; alle erschaffenen oder abgeleiteten Monaden sind seine Erzeugungen und entstehen sozusagen von Augenblick zu Augenblick durch ständige blitzartige Ausstrahlungen [Fulgurations] der Gottheit […]“. Schöpfung ist kein einmaliger Akt, sondern ständige, Sein setzende und zugleich erhaltende Wirksamkeit Gottes. Die Metapher der Fulguration präzisiert dabei die Metapher der Emanation, „indem sie Vielfalt, Plötzlichkeit, Schnelligkeit und lichtende Funktion des Existenz schaffenden göttlichen Denkens zeigt, […].“
Die Blitz-Metaphorik bei Leibniz ist vorgebildet bei dem Mystiker und Philosophen Jakob Böhme und in den Chaldäischen Orakeln. Nach Böhme entlädt sich der Blitz aus dem Gegensatz von „freier Lust“ und „Begierde“ in Gott und entfaltet so einerseits das „Freudenreich“ und andererseits das „höllische Reich“. Nach den Chaldäischen Orakeln entspringen die die erste Materie bildenden Ideen dem göttlichen Intellekt wie „unerweichbare Blitze“. Letztlich geht diese Blitz-Metaphorik auf „eine entmythisierende Umdeutung des ‚blitzenden Zeus‘“ als Schöpfer allen Seins bei Kleanthes und Heraklit zurück.